# Lepraliella contigua
Lepraliella contigua is een mosdiertjessoort uit de familie van de Lepraliellidae. De wetenschappelijke naam van de soort is, als Cellepora ramulosa contigua, voor het eerst geldig gepubliceerd in 1868 door Smitt.